# 利考伊·拉斯洛
利考伊·拉斯洛（匈牙利语：Lékai László；1940年前名为Lung László；1910年3月12日-1986年6月30日）是匈牙利籍司铎级枢机、埃斯泰尔戈姆总教区总主教、维斯普雷姆总教区宗座署理、匈牙利首席主教、匈牙利天主教主教会议主席，他的个人形象及其领导下的匈牙利天主教教会的举措，尤其是对共产主义国家所采取的“小步”（„kis lépések”）政策所引起的争议，至今仍在公众中回荡。尽管如此，他仍然被认为是一位有学识的、有幽默感的人物。

## 牧徽

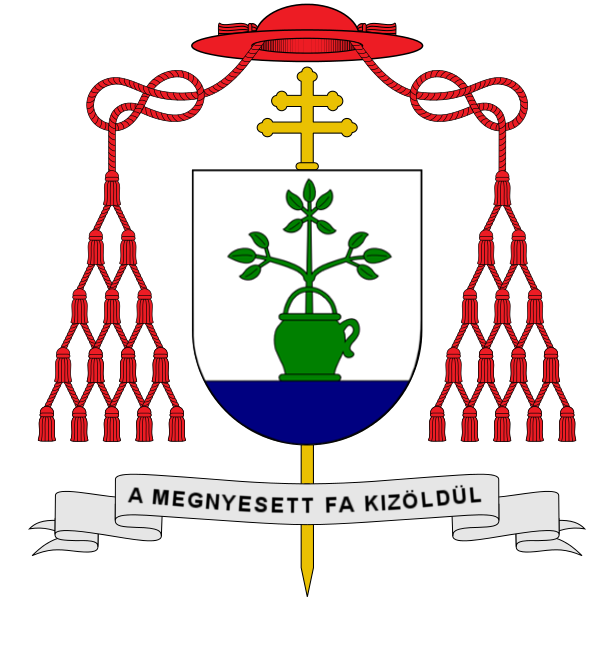
利考伊·拉斯洛牧徽